# 第11旅団 (陸上自衛隊)
第11旅団（だいじゅういちりょだん、JGSDF 11th Brigade）は、陸上自衛隊の旅団のひとつである。北部方面隊直轄にあり、司令部を陸上自衛隊真駒内駐屯地（北海道 札幌市）に置く。

## 概要
第11旅団長は、陸将補（一）が充てられ、1個即応機動連隊､2個普通科連隊（軽）基幹とし、北海道道央、道南の防衛・警備、災害派遣を任務とするほか、国際貢献活動、民生協力（さっぽろ雪まつりの雪像製作支援等）を行っている。

## 沿革
- 2007年（平成19年）6月8日：第11師団を廃止して、新たに第11旅団を置くための自衛隊法等の改正（平成19年法律第80号）が公布される。

第11旅団
- 2008年（平成20年）3月26日：第11師団から第11旅団（総合近代化旅団タイプ）に改編。
- 2011年（平成23年）4月22日：第11旅団司令部付隊隷下の第11化学防護隊[2]を改編し、第11特殊武器防護隊が編成完結。福島県郡山市にて除染活動に従事。
- 2012年（平成24年）6月23日：自衛隊南スーダン派遣の2次隊要員として、第11旅団の隊員約110人が、南スーダンの首都ジュバに入った。インフラ整備などに従事する[3]。
- 2013年（平成25年）3月26日：第11特殊武器防護隊が第11司令部付隊より独立新編。
- 2014年（平成26年）3月26日：第11戦車大隊および第11後方支援隊の一部が真駒内駐屯地から北恵庭駐屯地へ移駐[4]。
- 2019年（平成31年）3月26日：機動旅団に改編。

1. 第10普通科連隊、第11戦車大隊、第11高射特科中隊の一部を統合し、第10即応機動連隊を滝川駐屯地に新編。
2. 第11戦車大隊（北恵庭駐屯地）を第11戦車隊に改編。
3. 第11高射特科中隊（真駒内駐屯地）を第11高射特科隊に改編。
4. 第11後方支援隊（真駒内駐屯地）の整備部隊の改編。

2020年頃の主要編成
第10即応機動連隊、第18・第28普通科連隊、第11戦車隊、第11特科隊、第11高射特科隊
- 2023年（令和05年）3月16日：第11情報隊が真駒内駐屯地において編成完結[5][6]。

## 編成・駐屯地
1個即応機動連隊・2個普通科連隊基幹。機動旅団化されたが、野戦特科（火砲）部隊と戦車部隊は廃止されず引き続き編成されている。
編成
- 第11旅団司令部
  - 第10即応機動連隊（3個普通科中隊基幹）
  - 第18普通科連隊（3個普通科中隊基幹）
  - 第28普通科連隊（3個普通科中隊基幹）
  - 第11特科隊（3個射撃中隊基幹）
  - 第11後方支援隊
  - 第11戦車隊（2個戦車中隊基幹）
  - 第11高射特科隊
  - 第11偵察隊
  - 第11施設隊
  - 第11飛行隊
  - 第11通信隊
  - 第11特殊武器防護隊
  - 第11情報隊
  - 第11旅団司令部付隊
  - 第11音楽隊

駐屯地
- 真駒内駐屯地（札幌市南区）
  - 旅団司令部および付隊
  - 第18普通科連隊
  - 第11特科隊
  - 第11後方支援隊
  - 第11高射特科隊
  - 第11偵察隊
  - 第11施設隊
  - 第11通信隊
  - 第11特殊武器防護隊
  - 第11情報隊
  - 第11音楽隊
- 函館駐屯地（函館市）
  - 第28普通科連隊
- 丘珠駐屯地（札幌市東区）
  - 第11飛行隊
- 滝川駐屯地（滝川市）
  - 第10即応機動連隊
- 北恵庭駐屯地（恵庭市）
  - 第11戦車隊

## 主要幹部
| 官職名                       | 階級    | 氏名     | 補職発令日     | 前職                                      |
| ---------------------------- | ------- | -------- | -------------- | ----------------------------------------- |
| 第11旅団長                   | 陸将補  | 足立吉樹 | 2024年03月28日 | 防衛研究所副所長                          |
| 副旅団長 兼 真駒内駐屯地司令 | 1等陸佐 | 二瓶惠司 | 2025年08月01日 | 統合幕僚監部総務部総務課 連絡調整業務室長 |
| 幕僚長                       | 1等陸佐 | 本多健二 | 2024年03月18日 | 第4施設群長 兼 座間駐屯地司令             |

| 代 | 氏名     | 在任期間              | 出身校・期                       | 前職                                             | 後職                                   |
| -- | -------- | --------------------- | -------------------------------- | ------------------------------------------------ | -------------------------------------- |
| 01 | 伊藤隆   | 2008.3.26 - 2009.7.21 | 防大19期                         | 北部方面総監部幕僚副長                           | 退職                                   |
| 02 | 松川史郎 | 2009.7.21 - 2010.12.1 | 防大20期                         | 陸上自衛隊富士学校副校長                         | 退職                                   |
| 03 | 吉田明生 | 2010.12.1 - 2012.3.30 | 防大21期                         | 東北方面総監部幕僚長                             | 退職                                   |
| 04 | 有吉登聖 | 2012.3.30 - 2014.8.5  | 防大24期                         | 陸上自衛隊富士学校普通科部長                     | 退職                                   |
| 05 | 渡部博幸 | 2014.8.5 - 2015.8.3   | 生徒19期・ 國學院大學 昭和56年卒 | 陸上自衛隊富士学校普通科部長                     | 陸上自衛隊富士学校長 兼 富士駐屯地司令 |
| 06 | 甲斐芳樹 | 2015.8.4 - 2017.7.31  | 防大28期                         | 陸上幕僚監部法務官                               | 第10師団長                             |
| 07 | 竹本竜司 | 2017.8.1 - 2018.7.31  | 生徒26期・ 防大31期              | 陸上幕僚監部人事教育部長                         | 第1師団長                              |
| 08 | 亀山慎二 | 2018.8.1 - 2020.3.17  | 防大31期                         | 中央情報隊長 兼 陸上総隊司令部情報部長           | 第9師団長                              |
| 09 | 酒井秀典 | 2020.3.18 - 2021.3.25 | 防大33期                         | 第1ヘリコプター団長 兼 木更津駐屯地司令          | 中部方面総監部幕僚長 兼 伊丹駐屯地司令 |
| 10 | 宮本久德 | 2021.3.26 - 2022.7.31 | 防大33期                         | 陸上自衛隊高射学校長 兼 下志津駐屯地司令         | 退職                                   |
| 11 | 青木伸一 | 2022.8.1 - 2023.4.20  | 防大32期                         | 陸上自衛隊富士学校副校長 兼 諸職種協同センター長 | 第8師団長 （陸将昇任）                 |
| 12 | 富崎隆志 | 2023.4.21 - 2024.3.27 | 生徒29期・ 法政大学 平成4年卒    | 陸上自衛隊高等工科学校長 兼 武山駐屯地司令       | 東部方面総監部幕僚長 兼 朝霞駐屯地司令 |
| 13 | 足立吉樹 | 2024.3.28 -           | 防大36期                         | 防衛研究所副所長                                 |                                        |

## 警備地区
- 第11警備警備地区：北海道道央、道南
  - 警備隊区：
    - 第10即応機動連隊：
      - 第1普通科中隊：赤平市、歌志内市、砂川市、上砂川町
      - 第2普通科中隊：新十津川町、浦臼町
      - 第3普通科中隊：芦別市、奈井江町
      - 火力支援中隊：石狩市、当別町
      - 機動戦闘車中隊：滝川市

    - 第18普通科連隊[12]：
      - 札幌市
      - 岩宇（岩内郡共和町、岩内郡岩内町、古宇郡泊村、古宇郡神恵内村）
      - 羊蹄山麓（虻田郡倶知安町・虻田郡京極町、虻田郡喜茂別町、虻田郡真狩村、虻田郡留寿都村、虻田郡ニセコ町、磯谷郡蘭越町）
        - 羊蹄山麓7町村は北部方面対舟艇対戦車隊と共同の警備隊区となっている[13]。

    - 第28普通科連隊[14][15]：
      - 本部管理中隊　函館市
      - 第1普通科中隊　江差町、上ノ国町、乙部町、厚沢部町、今金町、せたな町、奥尻町
      - 第2普通科中隊　北斗市、七飯町、木古内町、知内町、福島町、松前町
      - 第3普通科中隊　鹿部町、森町、八雲町(旧熊石町区も含む）、長万部町、黒松内町、寿都町、島牧村

    - 第11特科隊： 石狩振興局管内の小樽市、後志総合振興局管内の余市郡・古平郡・積丹郡の1市4町1村
      - 隊本部・本部管理中隊：小樽市
      - 第1射撃中隊：余市郡余市町
      - 第2射撃中隊：余市郡仁木町・赤井川村
      - 第3射撃中隊：積丹郡積丹町、古平郡古平町

    - 第2地対艦ミサイル連隊（第1特科団隷下）：美唄市、月形町[16]。
    - 第12施設群（第3施設団隷下）：岩見沢市、三笠市

## 改編・廃止部隊
- 第11旅団司令部付隊第11化学防護隊：2011年（平成23年）4月21日廃止。第11特殊武器防護隊に改編。
- 第10普通科連隊：2019年（平成31年）3月25日廃止。第10即応機動連隊に改編。
- 第11戦車大隊：2019年（平成31年）3月25日廃止。第11戦車隊に改編。
- 第11高射特科中隊：2019年（平成31年）3月25日廃止。第11高射特科隊に改編。